# Miège
Miège is een gemeente en plaats in het Zwitserse kanton Wallis, en maakt deel uit van het district Sierre.
Miège telt 1.370 inwoners.